# 象印スター対抗大乱戦
『象印スター対抗大乱戦』（ぞうじるしスターたいこうだいらんせん）は、フジテレビ系列局で放送されていたフジテレビ製作のバラエティ番組である。象印マホービンの一社提供。製作局のフジテレビでは1969年1月9日から同年6月26日まで毎週木曜 19:00 - 19:30 （日本標準時）に放送。

## 概要
毎回8人の芸能人が参加していた公開番組で、コロムビア・トップ率いる「ポットチーム」とコロムビア・ライト率いる「ジャーチーム」に分かれ、「ゲーム」「クイズ」「ものまね」の3本勝負で得点を競っていた。10点を獲得したチームには、KLMオランダ航空からバンコク旅行がチームメイト全員にプレゼントされた。

## 出演者
- 司会：玉置宏
- 「ポットチーム」キャプテン：コロムビア・トップ
- 「ジャーチーム」キャプテン：コロムビア・ライト